# Coccosperma hexandrum
Coccosperma hexandrum là một loài thực vật có hoa trong họ Thạch nam. Loài này được (Klotzsch) Druce mô tả khoa học đầu tiên năm 1917.